# هتر تام
 هتر تام (انگلیسی: Heather Tom؛ زادهٔ ۴ نوامبر ۱۹۷۵) یک هنرپیشه اهل ایالات متحده آمریکا است. وی از سال ۱۹۸۹ میلادی تاکنون مشغول فعالیت بوده‌است.